# 周宣 (正統進士)
周宣（1416年—？），字政舉，福建漳州府龍溪縣人，民籍。明朝政治人物。進士出身。

## 生平
福建鄉試第十名。正統十年（1445年）乙丑科進士。成化中任太僕寺少卿，九年考滿陞正卿。

## 家族
曾祖父周信，元福清學正。祖父周斯文，曾任醫學訓科。父亲周禎鸞。